# Włodzimierz (Moroz)
Włodzimierz, imię świeckie Wiorel Moroz (ur. 15 sierpnia 1959 w Mołodiji, obwód czerniowiecki) – biskup Ukraińskiego Kościoła Prawosławnego Patriarchatu Moskiewskiego.

## Życiorys
Urodził się w rodzinie chłopskiej. W 1977 ukończył szkołę średnią, zaś przez dwa kolejne lata odbywał zasadniczą służbę wojskową. W 1981 wstąpił jako posłusznik do ławry Poczajowskiej. W 1982 złożył śluby w riasofor, zaś w 1983 złożył wieczyste śluby mnisze, przyjmując imię Włodzimierz. W tym samym roku został wyświęcony na hierodiakona, zaś w roku następnym na hieromnicha. W 1988 ukończył moskiewskie seminarium duchowne.
W 1989 został podniesiony do godności igumena.
W 1991 został wyznaczony na przełożonego monasteru św. Jana Teologa w Chreszczatyku, w eparchii czerniowieckiej. 7 lipca 1992 otrzymał godność archimandryty.
28 września 1992 wrócił do ławry Poczajowskiej, spełniając w niej kolejno obowiązki regenta i ekonoma. Od 27 lipca 1996 jest jej namiestnikiem. 3 grudnia 2000, zachowując dotychczasową funkcję, został wyświęcony na wikariusza eparchii kijowskiej z tytułem biskupa poczajowskiego. W 2006 podniesiony do godności arcybiskupiej, zaś w 2012 – do godności metropolity.